# Sibil
Sibil (in armeno Սիպիլ?), pseudonimo di Zabel Asadour (in armeno Զապէլ Ասատուր?; Scutari, 23 luglio 1863 – Istanbul, 19 giugno 1934), è stata una poetessa, scrittrice, pubblicista, educatrice e filantropa armena.

## Biografia
Nata come Zabel Khanjian (Զապէլ Խանճեան), il 23 luglio 1863, studiò alla Üsküdar Djemaran a Costantinopoli dove si laureò nel 1879. Fu una delle fondatrici della "Società delle donne armene dedite alla nazione" (Ազգանուէր հայուհեաց ընկերութիւն), un'organizzazione che supportava la costruzione, la manutenzione e il funzionamento delle scuole femminili armene in tutti i quartieri popolati da armeni dell'Impero ottomano. Insegnò nelle province e poi a Costantinopoli.
Nel 1879 scrisse il libro Pratica grammatica per l'armeno moderno contemporaneo (Գործնական քերականութիւն արդի աշխարհաբարի). Si trattava di un testo di grammatica di impostazione classica più volte ripubblicato e rivisto a cui lavorò con l'aiuto del marito Hrant Asadour. Sibil scrisse anche articoli sull'educazione e la pedagogia, oltre a poesie per bambini.
Lo scrittore e personaggio politico Krikor Zohrab insieme a Hrant Asadour e a Sibil ristabilirono collettivamente la rivista letteraria Masis, dove Sibil riportò le biografie di molte celebri figure letterarie armene occidentali. Gli articoli furono raccolti nel 1921 in un libro congiunto che Hrant Asadour intitolò Profili (Դիմաստուերներ).
Sibil era meglio conosciuta per le sue opere letterarie. Nel 1880 pubblicò le sue poesie su Masis e su Hairenik. Nel 1891 pubblicò il suo romanzo Il cuore di una ragazza (Աղջկան մը սիրտը) e una raccolta di poesie, Riflessioni (Ցոլքեր), nel 1902, poesie per lo più romantiche e patriottiche.
Ha anche scritto racconti, in particolare sulla questione femminile. Scrisse anche per il teatro e una delle sue opere più famose è la commedia La sposa (Հարսը). Nel 1901 sposò lo scrittore, giornalista e intellettuale Hrant Asadour.